# Ernie Ball
Roland Sherwood „Ernie“ Ball (* 30. August 1930 in Santa Monica, Kalifornien; † 9. September 2004 in San Luis Obispo, Kalifornien) war ein US-amerikanischer Musiker und Erfinder von dünnen, schnell bespielbaren Saiten für E-Gitarren.

## Wirken
Seit seinem 19. Lebensjahr tourte Ernie Ball als Musiker durch die Staaten, erst als Steel Guitar-Spieler bei der Tommy-Duncan-Band, später bei der Air Force. Nach seiner Armeezeit ließ er sich in Los Angeles nieder, wo er zunächst als Gitarrenlehrer arbeitete und schließlich 1958 in Tarzana bei Hollywood einen Musikladen eröffnete.
In den frühen 1960er Jahren entwickelte Ball speziell für Rock-’n’-Roll-Gitarristen die ersten sehr dünnen Stahlsaiten (slinky genannt, engl. für „verführerisch“), deren Spielbarkeit besser und schneller war, als bei den bis dahin verwendeten, deutlich stärkeren Banjosaiten. Mit dieser Entwicklung revolutionierte Ernie Ball den Saitenmarkt für Gitarren. Auch neu war seine Idee, für Gitarristen spezielle Saitensätze nach ihren Vorstellungen maßzuschneidern. Bis heute gehören die Slinky-Saitensätze zu den weltweit meistverkauften E-Gitarrensaiten.
1967 verlegte Ball sein Unternehmen nach New Port Beach, wo er der wachsenden Nachfrage nach seinen Saiten mit industrieller Herstellung begegnete. Stets arbeitete Ernie Ball eng mit Gitarristen zusammen, um seine Produkte weiter zu optimieren. 1984 erwarb er den Gitarrenhersteller Music Man und baute das Unternehmen in den Folgejahren zu einem der führenden E-Gitarren- und E-Basshersteller aus. Seit 2003 ist die Saitenproduktion nach Indio, Kalifornien verlegt worden und die Herstellung der Music Man-Instrumente nach San Luis Obispo.
Ernie Ball entwickelte und produzierte eine Menge unterschiedlicher Zusatzgeräte und war bis zu seinem Tod aktiv in seiner Firma tätig. Auch blieb er im Privatleben der Musik treu und trat immer wieder bei kleineren Gelegenheiten als Gitarrist auf.
Ball ist der Vater der Schauspielerin Nova Ball und Großvater deren Tochter Hannah Marks.

## Veröffentlichungen
- 30 easy guitar hits, Charles Hansen, Miami Beach, Florida, 1968
- Popular guitar teaching pieces. the red book : easy arrangements, Los Angeles, Calif. : West Coast Publications, 1969
- How to Play Guitar Phase 1, 1992, ISBN 1928571018
- How To Play Guitar Phase 2, ISBN 1928571026
- Ernie Ball Getting Started Easy Chords Book, ISBN 1928571034